# Museu del Tabac
El Museu del Tabac o antiga Fàbrica Reig és un museu del Principat d'Andorra dedicat a la història del tabac del país, es troba al carrer Doctor Palau de Sant Julià de Lòria.
Es troba a l'antiga fàbrica de tabacs Reig, un edifici de principis del segle XX que va funcionar des del 1909 fins al 1957. Durant aquesta època el tabac va ser un dels principals factors de la puixança d'Andorra. El museu és de la Fundació Julià Reig, de la família Reig, propietaris de Tabacs Reig i Banca Reig.